# Portaavions Hiryū
El Hiryū (japonès: 飛龍 Drac volador) va ser un portaavions de la Marina Imperial Japonesa, pertanyent a la classe Sōryū. Va participar en l'atac a Pearl Harbor, que inicià la guerra del Pacífic, i va ser destruït el 5 de juny de 1942 per un atac aeri durant la batalla de Midway.
El 1941, sota el comandament del capità Kaku Tomeo, el Hiryūva ser assignat a la 2a Divisió de Portaavions. El 7 de desembre de 1941 llançà una onada d'avions contra l'illa d'Oahu. Deu Nakajima B5N van prendre com a objectius el USS Arizona i el USS California; vuit B5N més van atacar el USS West Virginia, el USS Oklahoma i el USS Helena. Finalment, sis Mitsubishi A6M van atacar les bases aèrias de Wheeler Field i Barbers Point.
Des del 21 al 23 de desembre, llançà diversos atacs aeris contra l'illa de Wake. El gener de 1942 recolzà la invasió d'Ambon, a les illes Moluques. El 19 de febrer de 1942, juntament amb el Sōryū, participà en bombardeig de Darwin, al nord d'Austràlia.
Al març de 1942, prengué part a la batalla del mar de Java, atacant nus aliades i enfonsant el carguer holandès "Poleau Bras". L'abril del 1942 prengué part a l'atac de l'oceà Índic, atacant bases de la Royal Navy a Colombo i Trincomalee (Ceilàn), ajudant a enfonsar els creuers HMS Cornwall i HMS Dorsetshire, el portaavions HMS Hermes i el destructor australià HMAS Vampire. El 19 d'abril de 1942 perseguí als portaavions americans USS Hornet i USS Enterprise, després que aquests llancessin l'atac de Doolittle, però no els aconseguí atrapar.
El 4 de juny participà en la batalla de Midway. A les 04:30 llançà un atac contra l'illa, destruint avions i instal·lacions. Després que els portaavions Kaga, Sōryū i Akagi fossin destruïts pels atacs aeris americans cap a les 10:25, el Hiryū, que estava al nord de la formació i cobert per núvols, no va ser detectat pels avions americans, quedant com l'únic portaavions operatiu.

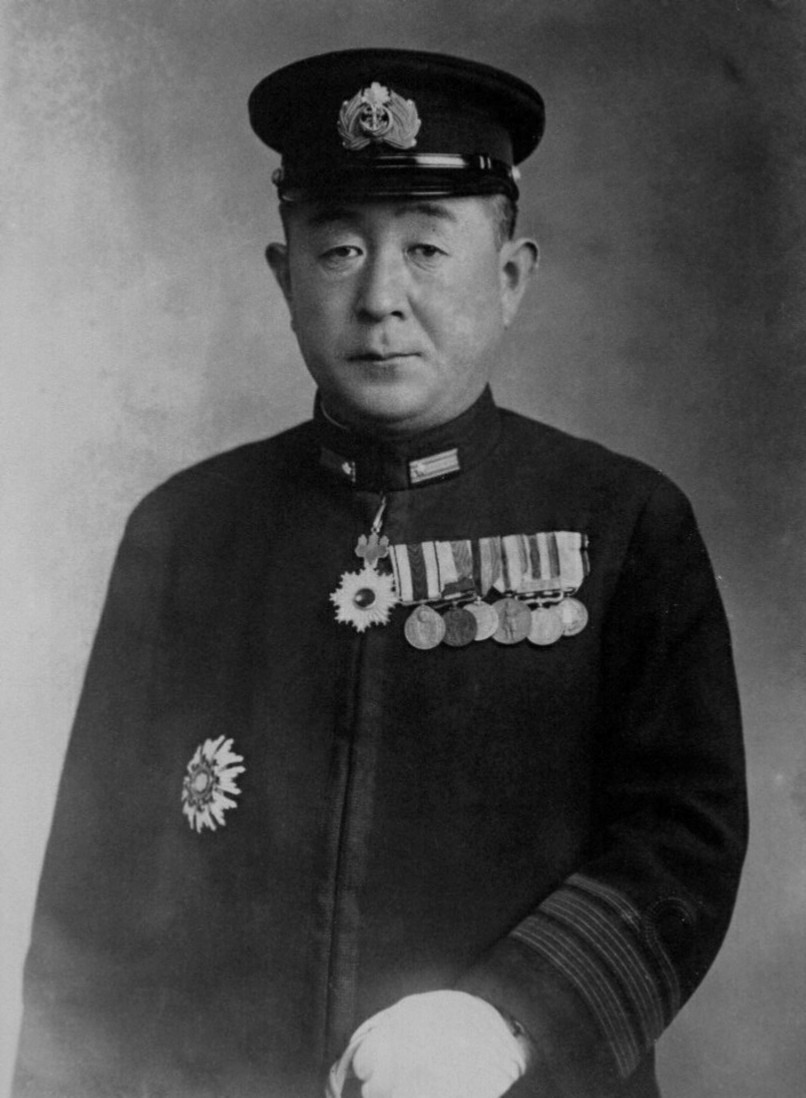
Tamon Yamaguchi

Tamon Yamaguchi, fent gala de la seva valentia, va prendre la iniciativa de buscar i destruir la força operativa enemiga que es trobava a la zona, navegant cap a l'est a la recerca dels portaavions americans, i llançant avions exploradors en un ampli ventall. Una hora més tard, un dels seus avions comunicà que havia detectat un portaavions a la rodalia: el Yorktown, que acabava de llançar als seus avions a la recerca d'enemics.
El grup d'atac del Hiryū estava format per 18 bombarders en picat i 6 caces, a les ordres del  Kaigun Taii Michio Kobayashi, pilot veterà que havia pres part en totes les operacions de l'esquadra de portaavions de Nagumo, va enlairar-se a les 10:50. tot just després d'enlairar-se, un segon grup a les ordres del  Kaigun Taii Joichi Tomonaga, format per 10 avions torpediners i sis Zero es preparà també per a l'atac, enlairant-se a les 12:45.
El gruix de Kobayashi havia seguit a algun grup dels avions del Yorktown, i ara es concentraven sobre la nau insígnia de l'almirall Fletcher. El Yorktown es defensà amb valentia, fent servir els avions escorta. Els Wildcat (per primer cop més nombrosos que els Zero) van superar la defensa japonesa i van atacar als Val. Només en van sobreviure 5 dels 24.
Del segon grup, en van abatre 10 (incloent el de Tomonaga), i dos més van ser abatuts per la defensa antiaèria dels creuers d'escorta. Els atacs van danyar greument al Yorktown, deixant-lo gairebé sense propulsió. Posteriorment, el submarí japonès I-168 l'acabaria d'enfonsar.

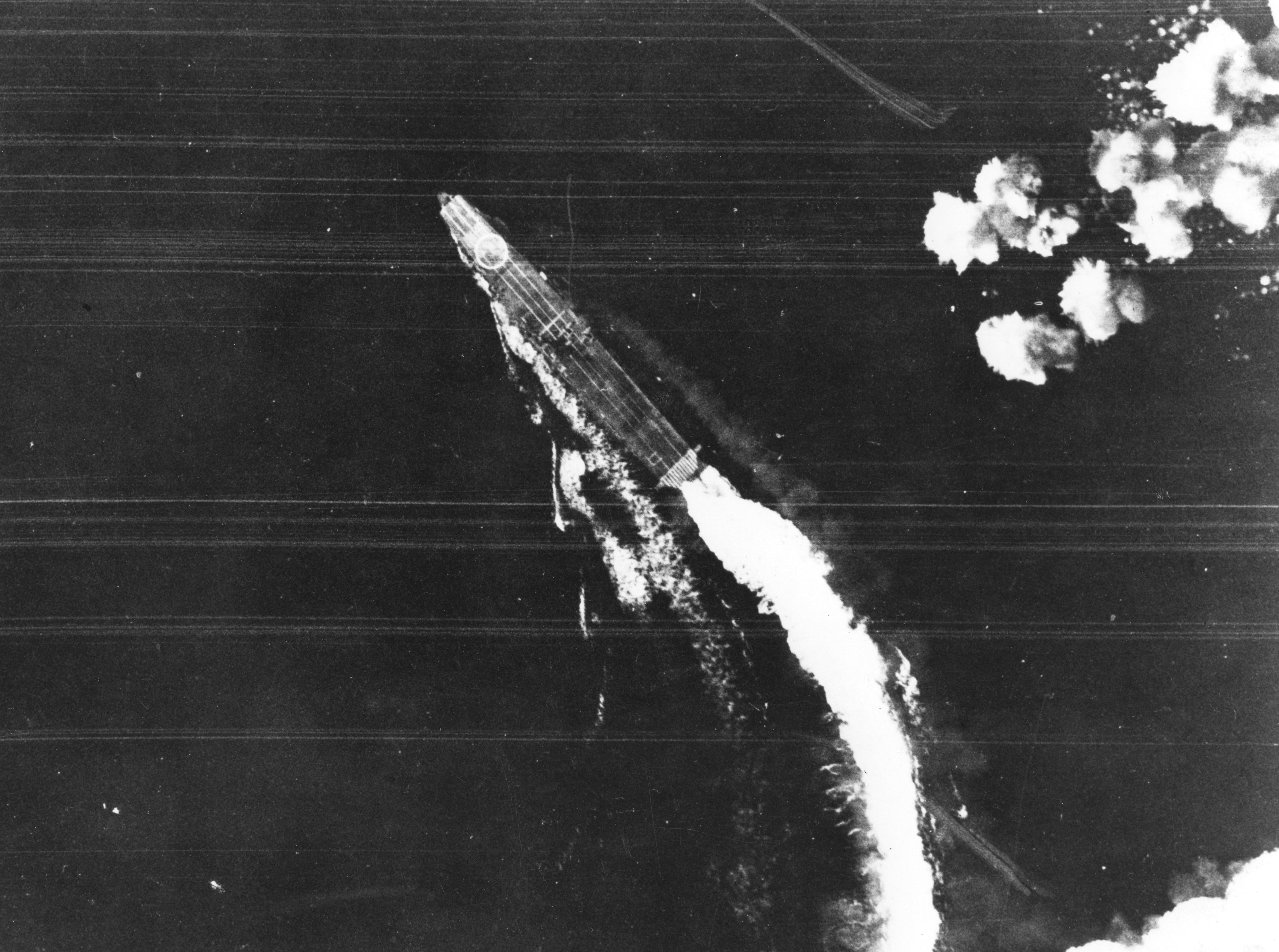
El Hiryū sota el bombardeig dels B-17, poc precisos enfront objectius mòbils

Mentre que es preparava una tercera onada per acabar amb el Yorktown, el Hiryū va ser atacat per 13 bombarders en picat del USS Enterprise a les 17:03. Va rebre l'impacte de 4 bombes, tres a la part davantera de la coberta de vol, i l'altre més a prop del pont. Les explosions van iniciar incendis als hangars, i tot i que la propulsió del portaavions no es veié afectada, els incendis ocasionats pel combustible dels avions no es pogueren controlar, i molts mariners de coberta van morir socarrimats per les flames. A les 21:23 els motors es van aturar, i a les 01:58, una enorme explosió va fer saltar la coberta de l'ascensor de proa, caient sobre el pont, deixant exposats els seus interiors incendiats. Llavors, Tamaguchi rebé l'ordre d'enfonsar el vaixell.

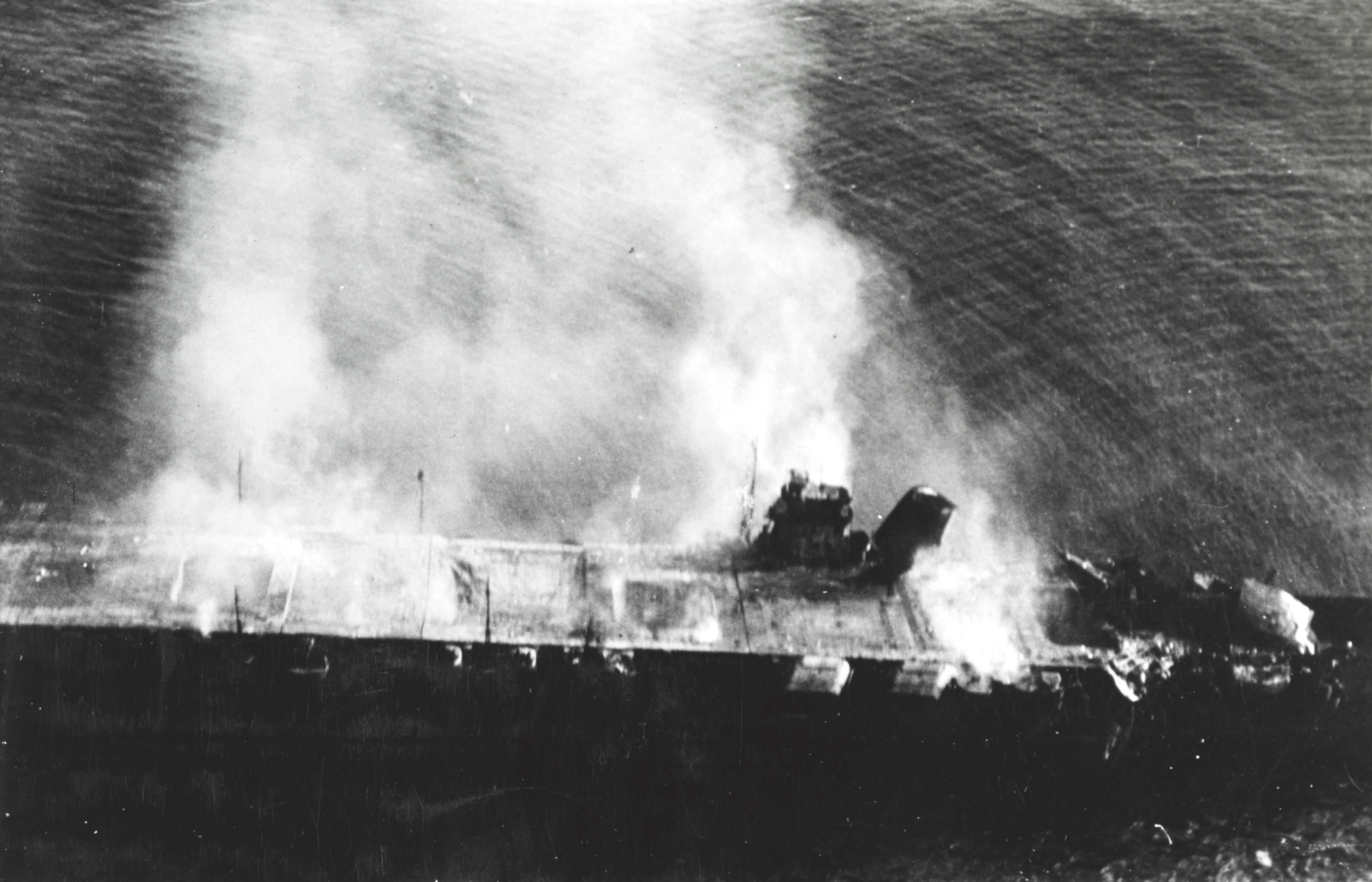
El Hiryū bombardejat la tarda del 4 de juny de 1942. Poden observar-se els interiors exposats a propa.

Poc després es donà l'ordre d'abandonar la nau, amb els destructors Kazagumo i Makigumo recollint als supervivents. L'almirall Yamaguchi i el capità Kabu van lliurar el retrat de l'Emperador a un destructor i romangueren a bord. Finalment, torpedes llançats des dels destructors van rematar-lo per evitar-ne la captura. A les 9:12 s'enfonsà, emportant-se amb ell 35 homes que no van voler abandonar el seu lloc. 350 més ja havien mort abans, a causa del bombardeig, els incendis o les explosions secundàries. 35 supervivents, tots ells de la sala de màquines, van ser rescatats posteriorment per la US Navy i van ser fets presoners.